# Comuna Spulber, Vrancea
Spulber este o comună în județul Vrancea, Moldova, România, formată din satele Carșochești-Corăbița, Morărești, Păvălari, Spulber (reședința), Tojanii de Jos, Tojanii de Sus și Țipău.

## Etimologie
Numele comunei provine de la numele unuia dintre feciorii Babei Tudora Vrâncioaia, pe care îl chema Spulber. Acesta a format gospodării vrednice, și a alcătuit un sat cu numele lui, Spulber.

## Așezare

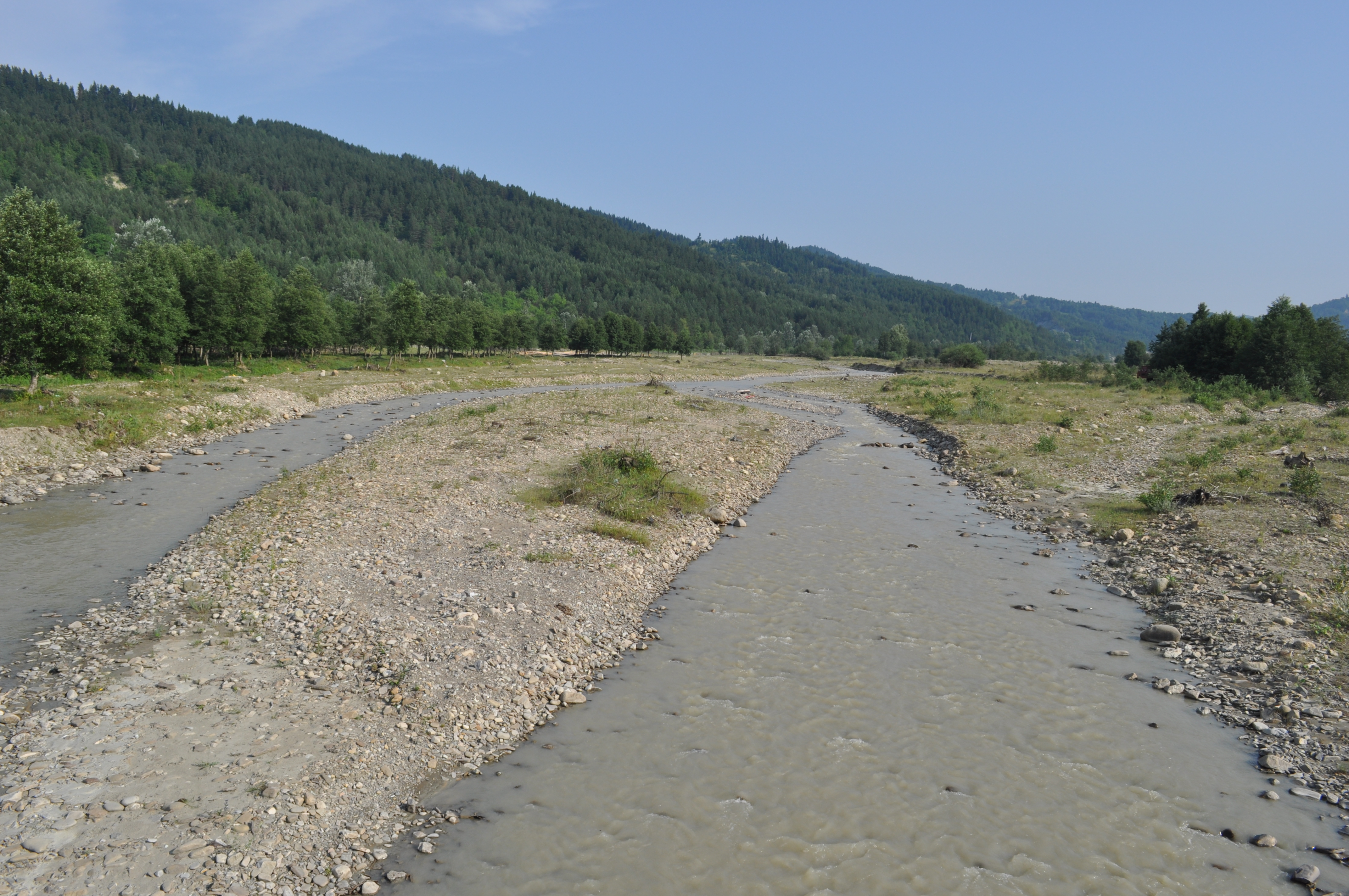
Râul Zăbala la Spulber

Comuna se află în vestul județului, într-o zonă montană, pe valea râului Zăbala și este traversată de șoseaua județeană DJ205D, care o leagă spre sud de Nereju și spre nord de Paltin, Năruja și Valea Sării (unde se termină în DN2D).

## Istorie
La sfârșitul secolului al XIX-lea, comuna făcea parte din plasa Vrancea a județului Putna și era formată din satele Carsochești, Spulber și Tojanu, cu o populație totală de 809 locuitori. În comună funcționau o biserică și o școală. Anuarul Socec din 1925 consemnează comuna în aceeași plasă, cu aceeași alcătuire, și cu 844 de locuitori. În 1931, comuna a fost împărțită în satele Corăbița, Carsochești, Morărești, Păvălari, Spulber și Tojani.
În 1950 a fost transferată raionului Năruja din regiunea Putna, după care în 1952 a fost arondată raionului Focșani din regiunea Bârlad și apoi (după 1956) din regiunea Galați.
În anul 1968, comuna a fost trecută la județul Vrancea, dar a fost imediat desființată, iar satele ei au fost incluse în comuna Paltin. Comuna a fost reînființată în 2005, în structura actuală.

## Demografie
Componența etnică a comunei Spulber
     Români (87,19%)
     Alte etnii (12,81%)
Componența confesională a comunei Spulber
     Ortodocși (87,19%)
     Alte religii (0,08%)
     Necunoscută (12,73%)
Conform recensământului efectuat în 2021, populația comunei Spulber se ridică la 1.241 de locuitori, în scădere față de recensământul anterior din 2011, când fuseseră înregistrați 1.279 de locuitori. Majoritatea locuitorilor sunt români (87,19%). Din punct de vedere confesional, majoritatea locuitorilor sunt ortodocși (87,19%), iar pentru 12,73% nu se cunoaște apartenența confesională.

## Politică și administrație
Comuna Spulber este administrată de un primar și un consiliu local compus din 9 consilieri. Primarul, Sorinel-Gicu Vulcan[*], de la Partidul Național Liberal, este în funcție din octombrie 2020. Începând cu alegerile locale din 2024, consiliul local are următoarea componență pe partide politice:
|  | Partid                          | Consilieri | Componența Consiliului | Componența Consiliului | Componența Consiliului | Componența Consiliului | Componența Consiliului |
|  | ------------------------------- | ---------- | ---------------------- | ---------------------- | ---------------------- | ---------------------- | ---------------------- |
|  | Partidul Național Liberal       | 5          |                        |                        |                        |                        |                        |
|  | Partidul Social Democrat        | 2          |                        |                        |                        |                        |                        |
|  | Alianța pentru Unirea Românilor | 1          |                        |                        |                        |                        |                        |
|  | Moraru Cristinel                | 1          |                        |                        |                        |                        |                        |

## Tradiții și obiceiuri
În comuna Spulber, buciumul este un instrument popular, existând și un ansamblu folcloric, denumit Buciumașii. Legenda spune că buciumul era folosit pentru a chema cei șapte feciori ai Babei Tudora Vrâncioaia, la oaste, împreună cu domnitorul Ștefan cel Mare.

## Vezi și
- Biserica de lemn din Spulber-Vale